# Buk (Powiat Poznański)
Buk (älter auch Buck, 1943 bis 1945 Buchenstadt) ist eine Stadt im Powiat Poznański der Woiwodschaft Großpolen in Polen. Sie ist Sitz der gleichnamigen Stadt-und-Land-Gemeinde mit 12.673 Einwohnern (Stand 31. Dezember 2020).

## Klima
Die Jahresdurchschnittstemperatur beträgt 8 °C, die durchschnittliche jährliche Niederschlagsmenge 528 mm.

## Geschichte
Die erste urkundliche Erwähnung des Ortes stammt aus dem Jahr 1257. Zu diesem Zeitpunkt verfügte die Stadt bereits über eine Kirche und hat das Recht Abgaben zu erheben. Das Stadtrecht nach Magdeburger Recht erhielt Buk 1289 von Przemysl II. In den folgenden Jahren blühte der Handel auf und Buk erhielt eine Stadtmauer. Auch das Handwerk gewann an Bedeutung, und Buk gehörte damals zu den bedeutendsten Orten Großpolens. Ab 1519 sind Bierbrauer nachgewiesen. Durch eine Stiftung von Stanisław Reszka (1544–1570) wurde 1600 ein Spital errichtet.
Bei der Zweiten Teilung Polens wurde die Stadt 1793 bis 1807 preußisch, dann wieder polnisch. 1815 wurde Buk wieder preußisch und Sitz eines eigenen Landkreises der Provinz Posen, der eine Fläche von 130 km² mit etwa 58.000 Einwohnern umfasste. Die Bevölkerung bestand überwiegend aus Polen; 1848 fand in Buk ein blutiger Aufstand polnischer Rebellen statt. Am 8. Juni 1858 zerstörte ein Brand große Teile des Ortes. Der Kreis Buk wurde am 10. Oktober 1887 wieder aufgelöst und Buk wurde Teil des Kreises Grätz.
Nach dem Ende des Ersten Weltkrieges wurde die Stadt Teil Polens. Zum Bürgermeister wurde am 6. Oktober 1919 Maksymilian Holland gewählt.
Am 10. September 1939 besetzte die Wehrmacht die Stadt. Buk wurde in den Reichsgau Posen eingegliedert, der vom Deutschen Reich annektiert wurde und später den Namen Wartheland erhielt. Im Verlauf der Besetzung wurden viele Einwohner in Konzentrationslager deportiert und verschiedene Kulturdenkmäler zerstört. In Buk entstand unter anderem bereits Ende 1939 ein „Durchgangslager“, in dem rund 1300 Juden aus den Bezirken Posen und Hohensalza festgehalten wurden, bevor sie ins Generalgouvernement abgeschoben wurden. Am 18. Mai 1943 ordnete der Reichsstatthalter Arthur Greiser die Umbenennung in „Buchenstadt“ an, der amtliche Name „Buk“ müsse jedoch in Klammern hinzugesetzt werden.
Am 26. Januar 1945 marschierte die Rote Armee in die Stadt ein, und die Stadt wurde wieder Teil Polens. Erster Nachkriegsbürgermeister der jetzt wieder Buk heißenden Stadt wurde Franciszek Kulczyński.
Bei einer Verwaltungsreform wurde Buk 1975 Teil der neu gebildeten Woiwodschaft Posen. Nach deren Auflösung war die Stadt ab 1999 Teil der Woiwodschaft Großpolen.

## Einwohnerentwicklung
Von den 3348 Einwohnern, die 1890 in Buk lebten, waren 2544 Katholiken, 509 Protestanten und 289 Juden. Etwa 2000 Einwohner waren Polen.
Folgende Abbildung stellt den Verlauf der Einwohnerzahlen dar.
|      |      |  |       |       |
| 1733 | 1733 |  | 140   | 140   |
| 1793 | 1793 |  | 847   | 847   |
| 1875 | 1875 |  | 2.638 | 2.638 |
| 1890 | 1890 |  | 3.348 | 3.348 |
| 1945 | 1945 |  | 2.868 | 2.868 |
| 2005 | 2005 |  | 6.201 | 6.201 |
|      |      |  |       |       |

## Kultur und Sehenswürdigkeiten

### Bauwerke

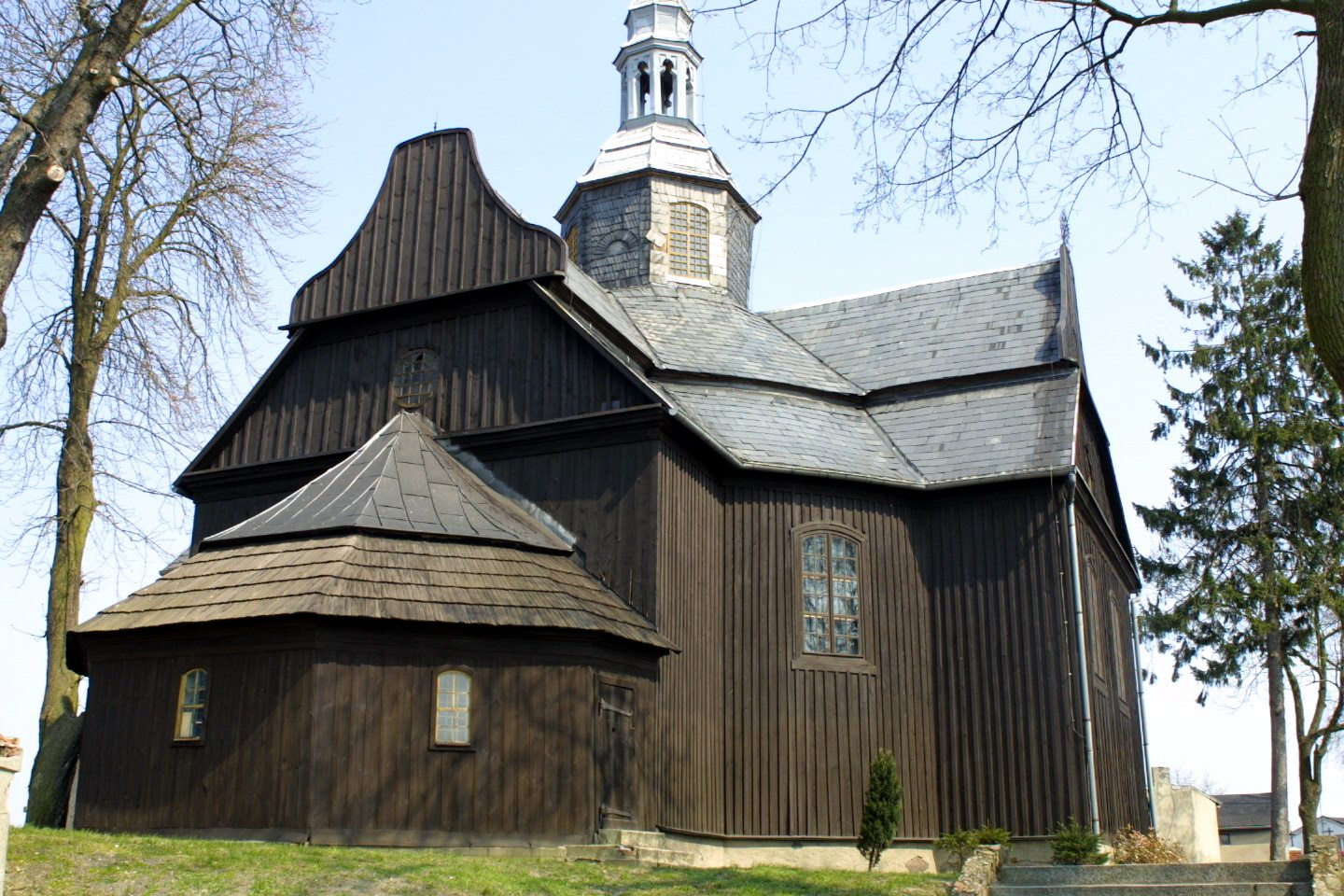
Heiligkreuzkirche

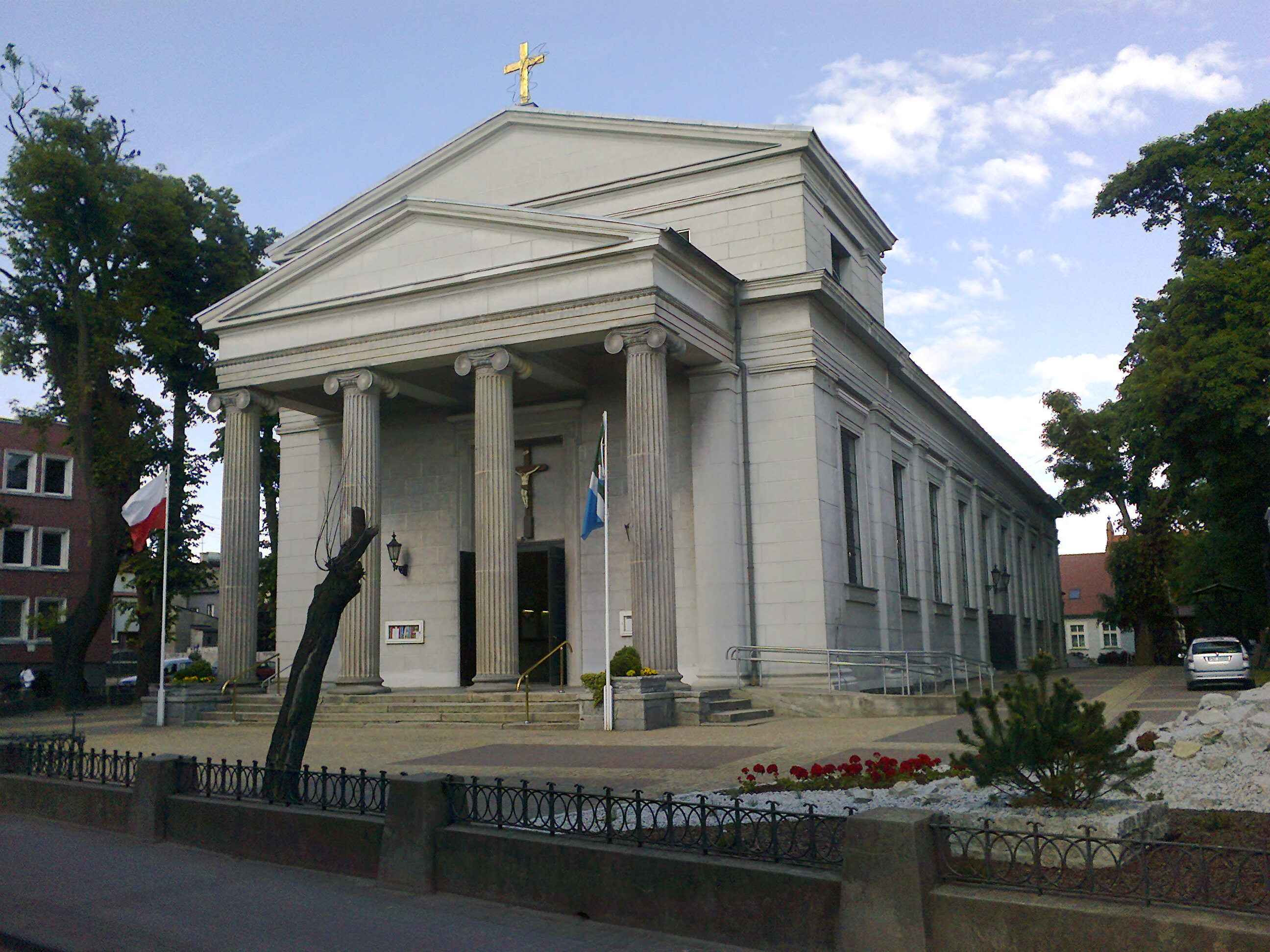
Kirche des heiligen Stanislaus

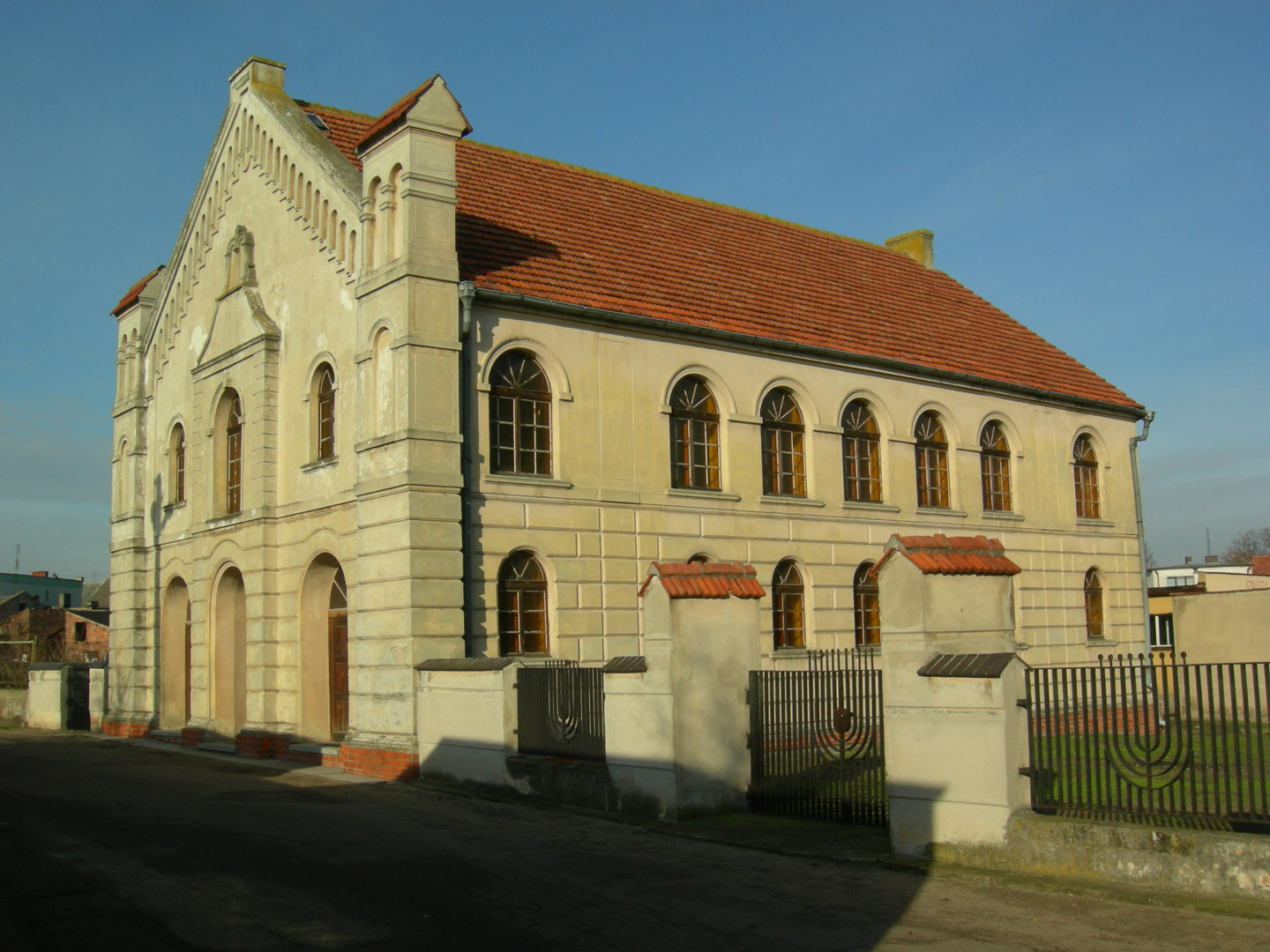
Synagoge

- Kirche des heiligen Stanislaus, erbaut 1838 bis 1846 nach Plänen von Karl Friedrich Schinkel
- Rathaus von 1897
- Heiligkreuzkirche von 1760
- Neuromanische Synagoge von 1909

## Gemeinde
Zur Stadt-und-Land-Gemeinde (gmina miejsko-wiejska) Buk mit einer Fläche von 90,3 km² gehören die Stadt selbst und 11 Dörfer mit Schulzenämtern.

### Gemeindepartnerschaften
Buk befindet sich seit dem Jahr 2000 in einer Gemeindepartnerschaft mit der deutschen Gemeinde Hambühren in Niedersachsen.

## Verkehr
Der internationale Flughafen Posen befindet sich etwa 20 Kilometer östlich von Buk. Etwa vier Kilometer nördlich der Stadt verläuft die Autobahn 2. Die Woiwodschaftsstraßen 307 und 306 durchqueren die Stadt. Die 307 verbindet Buk im Südwesten mit Opalenica und mündet im Osten in Posen. Die 306 führt vom südöstlich gelegenen Stęszew nach Norden, wo sie in die Woiwodschaftsstraße 187 mündet. Dabei kreuzt sie im Norden die Europastraße 30 und im Süden die Europastraße 261.
Durch Buk führt die Bahnstrecke Frankfurt (Oder)–Poznań. Am Bahnhof der Stadt halten Nahverkehrs- und Schnellzüge.

## Persönlichkeiten

### Ehrenbürger
- Kazimierz Wróblewski (1858–1934), Mediziner, erhielt die Ehrenbürgerschaft 1919.
- Stanisław Niziński († 1932) erhielt die Ehrenbürgerschaft 1925.
- Lech Siuda (1909–1997), Mediziner, erhielt die Ehrenbürgerschaft 1983.
- Teofil Ratajczak (1908–2004) erhielt die Ehrenbürgerschaft am 30. April 1991.
- Ignacy Cieślak (1916–2002) erhielt die Ehrenbürgerschaft am 22. Mai 1996.
- Eugeniusz Jakubowski (* 1933), Lehrer, erhielt die Ehrenbürgerschaft am 12. April 2005.

### Söhne und Töchter der Stadt
- Waldemar Bolze (1886–1951), sozialistischer Politiker und Journalist
- Erika Borchardt (* 1944), Schriftstellerin und Herausgeberin
- Erich Hecke (1887–1947), Mathematiker.